# Buick
Buick (/ˈbjuːɪk/) là nhãn hiệu xe sang của General Motors (GM). Các dòng xe của Buick được bán tại Hoa Kỳ, Canada, México, Trung Quốc và Israel. Mô hình Buick chia sẻ một số kiến trúc với các thương hiệu khác của GM.

## Những năm đầu thành lập
Buick hiện là thương hiệu ô tô lâu đời nhất của Mỹ, và một trong những thương hiệu ô tô lâu đời nhất trên thế giới. Nó có nguồn gốc từ công ty Buick Auto-Vim and Power vào năm 1899, nhà sản xuất động cơ đốt trong độc lập và động cơ xe hơi, và sau đó đã kết hợp với Công ty ô tô Buick vào ngày 19 tháng 5 năm 1903 bởi David Dunbar Buick (người Scotland) ở Detroit, Michigan.
Một năm sau đó, công ty được tiếp quản bởi James H. Whiting (1842-1919) và ông đã chuyển trụ sở công ty về Flint, Michigan. Năm 1904, ông đưa William C. Durant lên làm quản lý mới cho mình. Buick đã bán cổ phần của mình lấy một khoản tiền nhỏ, và qua đời trong hoàn cảnh khiêm tốn 25 năm sau đó.
| Buick ở những năm đầu - Louis Chevrolet lái Buick Bug ở Vanderbilt Cup đời 1910 - Buick Bug Race Car đời 1910 và M18 Buick Hellcat Tank Destroyer đời 1944 - Buick Model 17 đời 1910, tại công ty Randall-Dodd Auto, Salt Lake City - Chuyến lữu diễn Buick 5-Passenger đời 1914 - 1932 Buick - 1937 Buick 4-Door Convertible. Chụp ở Utstein, Na Uy, ngày 1 tháng 08 năm 2009 |

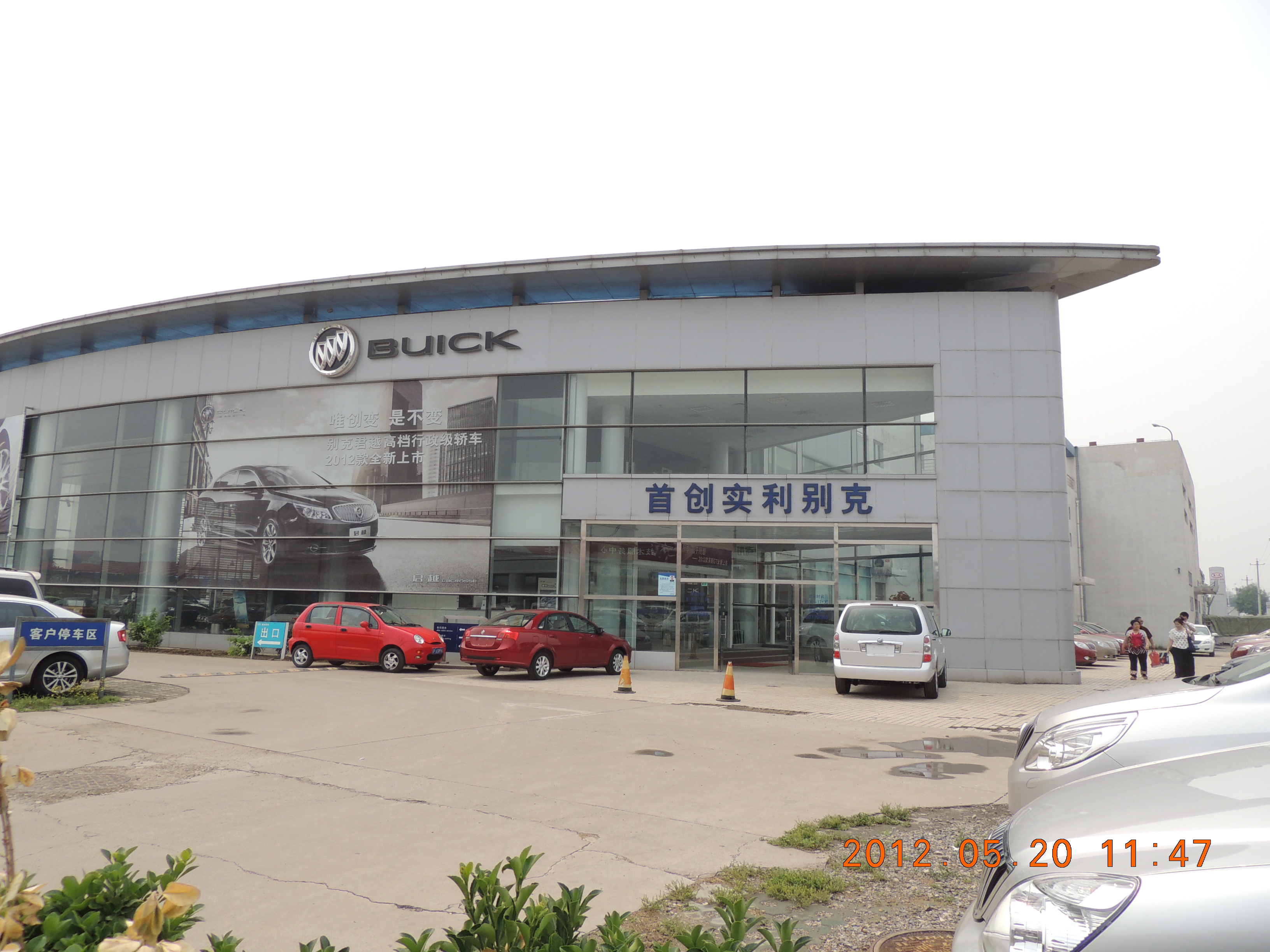
Trụ sở Buick tại Trung Quốc

| --- |

## Các giai đoạn phát triển

### Năm 1940
- 1942 - Sản xuất các M18 Hellcat xe tăng quân đội
- 1948 - Dynaflow hộp số tự động đầu tiên cung cấp
- 1949 - Lần đầu tiên xuất hiện cửa sổ.

### Năm 1950
- 1953 - kỷ niệm 50 năm và giới thiệu của Buick của động cơ V8 Buick và Roadmaster Skylark
- 1955 - Mô hình bán chạy trong năm với 738.814 Buicks
- 1959 - Electra, Invicta và LeSabre và 401 cu. in V-8 (trong Electras & Invicta) giới thiệu

Năm 1960
- 1961 - Skylark khai tên nơi như mô hình đầu mới đặc biệt xe nhỏ gọn với 215 cu mới. in nhôm V-8
- 1962 - Wildcat giới thiệu như là mức độ trang trí trên Invicta. đặc biệt có tên là Motor Trend Xe của năm.
- 1963 - Riviera giới thiệu như là mô hình riêng của mình với 425 cu.in. V-8 là một lựa chọn. Wildcat giới thiệu như là mô hình riêng của mình.

### Năm 1970
- 1970 - GSX cao gói hiệu năng đầu tiên được cung cấp trên Gran Sport (GS) 455
- 1971 - Centurion và "thuyền đuôi" Riviera giới thiệu
- 1973 - Apollo giới thiệu. Regal giới thiệu như là mức độ trang trí trên thế kỷ.
- 1975 - Skyhawk giới thiệu. Park Avenue giới thiệu như cắt / tùy chọn gói trên Electra 225 Limited.
- 1977 - Mô hình bán chạy trong năm với 773.313 Buicks
- 1978 - Kỷ niệm lần thứ 75 của Buick và Turbo tăng áp V6 được giới thiệu trong Regal thể thao Coupe.
- 1979 - Riviera S-Type có tên Motor Trend Xe của năm.